# Наследницкий (посёлок)
Насле́дницкий — посёлок в Брединском районе Челябинской области России. Административный центр Наследницкого сельского поселения.

## История
Посёлок основан в 1835 году как одно из укреплений новой передовой линии пограничных укреплений Оренбургского казачьего войска и административно входил в состав Верхнеуральского уезда Оренбургской губернии Эта линия была создана после расширения территории войска за пределы первой, созданной в XVIII веке. Название дано в честь наследника престола, впоследствии императора Александра II, который посетил эти места во время поездки по Оренбургской губернии в 1837 году. В посёлке, как и в расположенном в 100 километрах селе Николаевка Варненского района, сохранились крепость и храм.

## Население
| 2002 | 2010  |
| ---- | ----- |
| 1982 | ↘1788 |

## Инфраструктура
- Детский сад,
- средняя школа имени воина-интернационалиста Виктора Свеженцева.